# 岡倉秋水
岡倉 秋水（おかくら しゅうすい、明治元年12月11日（1869年1月23日） - 昭和25年（1950年）12月30日）は明治時代の日本画家。

## 来歴
越前国福井老松下町に生まれる。本名は覚平。岡倉天心は叔父にあたる。幼少の頃に上京、明治11年（1878年）4月に東京外国語学校仏蘭西学部に入学しフランス語を学んでいる。明治13年（1880年）に退学して画家を志し狩野芳崖に師事して絵の修業を始め、明治16年（1883年）5月からアーネスト・フェノロサについて美学を学ぶ。岡不崩、狩野忠信とともに鑑画会に少壮画家として参加、明治18年（1885年）の第1回鑑画会大会にはフェノロサの示唆を受け「文殊」、「羅漢」、「鷲」を出品すると「鷲」が四等褒状を受け、明治19年（1886年）4月の第2回鑑画会大会には「山水」を出品している。明治22年（1889年）1月に鑑画会に関わる茶注銀地模様が図案会において二等となり、第二回ビゲロー賞の商品10円を獲得する。同年2月、東京美術学校に入学、翌23年（1890年）1月の楠公銅像懸賞図按に応募、帝国博物館より一等賞を授与され、皇居門外の楠公騎馬の銅像は秋水考案によって製作されることとなった。秋水はこの年の7月に東京美術学校を依願退学、東京女子高等師範学校において絵画の授業を担当するようになる。
明治21年（1888年）に芳崖が没し、フェノロサも離日した後、秋水は他に師を求めずに独学で一家を成し、明治25年（1892年）10月、第1回青年絵画共進会には審査員に選ばれ、翌26年（1893年）1月に絵画理論を纏めた『彩絵入門』を日本橋金港堂から出版する。秋水は12集からなる『彩絵入門』の中で絵画の基本は線格、濃淡及び彩色にあることを解き、一集の内半分は臨彩の手本で、他は賦彩の工夫応用篇としている。一方、毎年の青年絵画共進会には審査員に推挙されており、主に同会の傾向の一つであった歴史人物画を研究、明治27年（1894年）の第3回青年絵画共進会に「義家知伏図」を出品して二等褒状を受け、また、明治29年（1896年）9月の日本絵画協会第1回絵画共進会には「真如叢雲」を出品、同年の12月から学習院助教授を嘱託されている。この頃、小坂象堂、丸山古香、小林呉嶠らと親交を深め、特に象堂の自然主義には影響を受けており、象堂没後の明治33年（1900年）には彼の遺志を継いで日月社を結成、神田淡路町の自宅を事務所として幹事を務めた。明治40年（1907年）12月に宮内省から学習院教授に任命されてから明治45年（1912年）4月まで後進育成に心血を注ぎ、休職後の大正2年（1913年）『秋水画賸』を刊行した。

## 作品
| 作品名             | 技法         | 形状・員数 | 寸法（縦x横cm） | 所有者             | 年代                       | 落款・印章     | 備考                                                   |
| ------------------ | ------------ | ---------- | --------------- | ------------------ | -------------------------- | -------------- | ------------------------------------------------------ |
| 群雁               | 絹本淡彩     | 1幅        | 127.3x55.8      | ボストン美術館     | 1890年（明治23年）頃       | 款記「秋水筆」 |                                                        |
| 陽徳院（愛姫）画像 | 絹本著色     | 1幅        | 86.6x35.2       | 仙台市博物館       | 1893年（明治26年）10月13日 |                | 原画は吉村蘭洲（吉村孝敬の父）筆で、品川区寿昌寺蔵。。 |
| 矢面               | 絹本著色     |            | 198.7x141.7     | 福井県立美術館     | 20世紀（明治から大正時代） | 款記「秋水」   |                                                        |
| 悲母観音           | 絹本金地著色 | 1幅        | 129x57          | ボストン美術館     | 20世紀初期                 |                |                                                        |
| 悲母観音図         | 絹本著色     |            | 177.3x68.7      | 福井県立美術館     | 1918年（大正7年）          | 款記「秋水寫」 |                                                        |
| 密画楼閣山水之図   | 紙本墨画淡彩 |            | 150.4x137.1     | 個人               | 1922年（大正11年）         | 款記「秋水」   |                                                        |
| 悲母観音図         | 絹本著色     |            | 142x56.5        | 福井県立美術館     | 1945年（昭和20年）         |                |                                                        |
| 梅潜寿老人之図     | 絹本著色     | 1幅        | 115.0x54.0      | 福井県立美術館寄託 | 1947年（昭和22年）         |                |                                                        |